# Гончаров Іван Прокопович
Гончаров Іван Прокопович(нар. 5 жовтня 1924, с. Ново–Толучєєво, Воронезька область, СРСР — 31 січня 2018, с. В'язівок, Лубенський район, Полтавська область, Україна) — український суспільно-політичний діяч, міський голова Лубен Полтавської області (1963—1965 рр., 1972—1985 рр.), організатор і перший голова міської ради ветеранів міста Лубни, почесний громадянин міста Лубни (2004 р.).

## Біографія
Народився в сім'ї селянина. У 1941 році закінчив середню школу. У 1942 році призваний до лав Червоної армії. У 1943—1944 рр. у складі військ Воронезького, І-го Українського фронтів брав участь у визволенні України від фашистських окупантів. По закінченню війни служив в Радянській армії. Вийшов у відставку у званні майора.
Після військової служби навчався в Лубенському лісовому технікумі, по його закінченню працював у господарських організаціях.
З 1955 року на керівних посадах. З 1962 року працює в місцевих органах: заступником голови, головою райвиконкому, після переведення м. Лубни в обласне підпорядкування — понад 15 років головою Лубенського міськвиконкому, тобто міським головою (1963—1965 рр., 1972—1985 рр.).
У 1965 р. закінчив Київський інститут народного господарства за спеціальністю економіст планування промисловості.
Обирався депутатом Полтавської обласної ради 7 скликань, районної ради — 5 скликань, міської ради — 7 скликань. Протягом багатьох років очолював постійні комісії обласної ради: фінансово–бюджетну, капітального будівництва, комунально–побутового обслуговування населення.
У 1985 р. після виходу на пенсію три роки працював на заводі Лічмаш. З того часу проводив активну громадську діяльність. У 1987 р. організував і був першим головою міської ради ветеранів, з якою активно співпрацював до останніх днів. Очолював найстаріше в місті садове товариство, був активним дописувачем Лубенської міськрайонної газети «Лубенщина». Був редактором місцевої газети «Правда Лубенщини». За його ініціативи вийшло в світ 2-х томне видання спогадів ветеранів місцевого самоврядування Лубенщини «Лубни на вітрах історії ХХ-ХХІ століть»
Період, коли І. П. Гончаров очолював виконавчу владу — це час бурхливого економічного розвитку Лубенщини. Саме у 1960–80 рр. Лубни перетворилося в сучасне місто, третє в області за економічним потенціалом і чисельністю населення. У цей час у декілька разів зросли обсяги випуску промислової продукції. Було споруджено нові підприємства: м'ясокомбінат, завод залізобетонних виробів, хлібозавод, об'єднання УТОТ. Також було реконструйовано заводи: верстатобудівний, лічильних машин, хіміко–фармацевтичний, залізничні ремонтно–механічні майстерні; створена матеріально– технічна база десятків будівельно–монтажних і транспортних організації, комунальних служб міста. В цей час була повністю завершена електрифікація району, розгорнута газифікація його природним газом.
За роки головування І. П. Гончарова у місті було збудовано міський будинок культури, будинок піонерів, будівлі Лубенського міського технікуму лісового господарства, три середніх школи, дитячі садки на 1400 місць, дитячі спортивну й музичну школи, дитячу поліклініку, ряд закладів торгівлі й громадського харчування, транспортного й побутового обслуговування, енергозбереження.
Значну увагу І. П. Гончаров приділяв зовнішньому вигляду міста, оновленню його зелених насаджень, закладено нові парки, створено понад 30 садово–виноградних товариств, впорядковано зони відпочинку на річці Сулі, споруджено декілька ставків, пам'ятників, пам'ятних знаків, меморіальних дошок.

## Нагороди
За заслуги перед Батьківщиною Гончаров Іван Прокопович нагороджений орденами: Трудового Червоного Прапора, Знак Пошани, Вітчизняної війни І ступеня, «За мужність», нагороджений медалями, грамотами і відзнаками центральних, республіканських і місцевих органів, відомств і громадських організацій, Ветеран війни і праці, Почесний голова Лубенської міської ради ветеранів. Нагороджений Почесною грамотою організації ветеранів України.
Рішенням сесії Лубенського міськвиконкому від 16 вересня 2004 року І. П. Гончарову присвоєно звання Почесного громадянина міста Лубен.